# Гончарная улица (Москва)
Гонча́рная у́лица (в 1919—1992 годах — у́лица Волода́рского, до 1918 года включала также улицу Швивая горка) — радиальная улица в Таганском районе Центрального административного округа города Москвы. Проходит от Большого Ватина переулка до Таганской площади. Соединена с набережными реки Москвы Котельническими (с 1-го по 5-й) переулками, с Верхней Радищевской улицей — Рюминым, 5-м Котельническим, 1-м Гончарным переулком. Нумерация домов от Б. Ватина переулка.

## Происхождение названия
От Гончарной слободы XVI—XVIII веков.

## История
Гончарная слобода — из числа старейших в Земляном городе. Из летописных источников следует, что изначально город располагался в районе современной Гончарной улицы, а ближе к концу XII века переместился на территорию Кремля. В XVI веке огнеопасные гончарные производства были изгнаны за Яузу, на Швивую (тогда — Вшивую) горку. Гончарные мастерские были вскрыты и изучены в 1947—1948 годах, при рытье котлована высотного дома на Котельнической набережной, маскирующего крутой подъём на Швивую горку. Были здесь и поселения кузнецов-оружейников — их могилы найдены при реставрации храма Никиты Мученика. Существующий храм построен при Фёдоре Иоанновиче на месте деревянной церкви, заложенной ещё Иваном III
Пожар 1812 года уничтожил Гончарную улицу, оказавшуюся практически в центре огня, но в основе восстановленных в 1-й половине XIX века домов сохраняются древние палаты XVII века. До самого 1917 года в Гончарной улице не появилось ни одного доходного дома — она оставалась одно-двухэтажной. В 1918 году была переименована в улицу Володарского а память о революционере В. Володарском.
Генеральный план реконструкции Москвы (1935) предусматривал полный снос существовавшей застройки Таганки. Гончарная улица должна была стать первостепенной радиальной улицей, а к северу к ней должна была примыкать обширная треугольная площадь внутри Садового кольца, захватывающая часть нынешних Радищевских улиц. Этот план, за исключением сталинских жилых домов № 26—32, 36—38, реализован не был. При постройке Большого Краснохолмского моста был снесен крайний юго-восточный квартал по Гончарной улице, в том числе храм Воскресения в Гончарном проезде 1649, уникальной трёхшатровой композиции. Был разграблен храм Никиты Мученика (восстановлен после войны Л. А. Давидом, в наши дни входит в состав Афонского подворья).

## Примечательные здания

### По нечётной стороне
- № 1 — жилой дом РЖСКТ «Шерстяной работник» (1929—1930, архитектор И. О. Гохблит)[1][2].
- № 3,  ЦГФО — доходный дом — административное здание Грачёвой (1883, архитектор Медков; 1913, архитектор Н. Д. Поликарпов)[2][3].
- № 5 — дом Д. Е. Грачёва (1913, надстроен архитектором Н. Д. Поликарповым). Был разрушен в конце 1990-х годов под новое строительство, нынешнее здание построено в 1999 году.
- № 7/4 — особняк Я. С. Филевского (1872; 1880-е; 1899, архитектор В. Г. Сретенский)[4].
- № 9/3 — усадьба XIX века[2].
- № 11 — одноэтажный дом XIX века.
- № 17 — жилой дом XIX века.
- № 19 — жилой дом XIX века.
- № 23 — особняк Н. А. и С. Н. Андре (1912, архитектор С. Ф. Воскресенский)[5].
- № 21 — особняк (1-я треть XIX в)[2]
- № 25 — жилой дом (1873; 1980-е)[2].
- № 27/6 — дом М. Г. Левиной (1838; вторая половина XIX века)[5]
- № 29/7 — храм Успения Пресвятой Богородицы в Гончарах (1654, придел 1702, колокольня — 1790).
- № 35/5,  памятник архитектуры (федеральный) — усадьба Зельина-Безсоновой, (XIX век, архитектор В. Д. Адамович). Ампирная ограда усадьбы, декорированная аркатурой, частично разрушилась, провалившись в середине апреля 2016 года в вырытый рядом котлован.

### По чётной стороне
- № 2 — дом Мильгаузена (конец XVIII — начало XIX веков)[6]. Кованный навес с фонарями (конец 19 века)
- № 6 — Афонское подворье, включает Храм Никиты Мученика на Швивой горке, XVI—XVII веков.
- № 12 — усадьба Суровщикова (Тутолмина)[6]. Прежде здесь были каменные палаты А. Г. Строганова, затем перешедшие к его дочери княгине Варваре Александровне Шаховской. Как писал современник: «Дом его один из лучших в Москве как по красоте, так и по местоположению. Перед ним протекают две реки, именно Москва и Яуза». Во второй половине XVIII века они были разобраны, и, как предполагают историки, в начале 1770-х годов В. В. Суровщиков возвёл на этом месте строгое трёхэтажное строение с полукруглым, ограниченным крыльями флигелей двором. Наверху был поставлен бельведер, откуда открывался вид на Москву. В начале XIX века дом принадлежал Т. И. Тутолмину, при котором дом был перестроен. В пожаре 1812 года дом сгорел и долго стоял неотделанным, пока его владельцем не стал Тимофей Прохоров, открывший в нём фабрику-школу. Фабричное производство существовало до 1850 года, после чего дом стал доходным. В начале XX века здесь находилась частная женская гимназия Е. Е. Констан; по заказу владелицы здания архитектор В. В. Шервуд надстроил главный дом и перестроил флигели[7]. В 1930-х годах дом был снова надстроен[8]. С 1 октября 2015 года в строении 1 официально размещается Институт философии РАН[9].
- № 14-16 — усадьба И. С. Рахманова (Клаповской) (в основе — палаты XVII века; XVIII; 1816—1823; ограда — 1820)[6].  С 1911 по 1914 в доме 14 проживал скульптор С.Т. Конёнков [10] В 1930-е годы в доме № 14 проживал И. Е. Бондаренко. В настоящее время усадьбу занимает компания «Сафинат». Дважды в год, в День музеев (18 мая) и в День охраны памятников (18 апреля), она открывается для посещения публики.
- № 18 — Усадьба Солодовникова (1-я половина XVIII в.; 2-я половина XIX в.)[6].
- № 22—24 — дома середины XIX века.
- № 26 — жилой дом (1950—1957, архитекторы Л. В. Руднев, И. З. Чернявский)[11]. Здесь жили военачальники И. И. Федюнинский[12], И. П. Сухов[13], А. И. Прошляков, А. К. Репин, актриса Лилия Толмачёва[14], певец Юрий Гуляев[15], писатель Всеволод Кочетов[16], критик, литературовед Николай Анастасьев и его сын, прозаик, критик Алексей Анастасьев, а также литератор, журналист, гл. редактор газеты «Век» Александр Колодный[10].
- № 30 строение 1 — штаб-квартира национального оператора связи «Ростелеком».
- № 34/11 — особняк А. И. Зимина (1911—1912, архитектор В. Д. Адамович)[5].
- № 38 — жилой дом (1936—1946, архитекторы Н. Ф. Вишневский, Г. П. Воробьёв)[5][17]. Здесь жил график Гурий Захаров[18]. Во дворе этого дома 31 июля 1997 года произошла перестрелка, унёсшая жизни трёх милиционеров. В настоящее время там установлена мемориальная доска.